# Elatine glaziovii
Elatine glaziovii là một loài thực vật có hoa trong họ Elatinaceae. Loài này được Nied. mô tả khoa học đầu tiên năm 1925.